# Georg Vitzthum von Eckstädt
Bertold Georg Graf Vitzthum von Eckstädt, auch Georg Graf Vitzthum (* 14. Mai 1880 in Oberlößnitz, Amtshauptmannschaft Dresden; † 16. Dezember 1945 in Göttingen) war ein deutscher Kunsthistoriker. Er war Professor für Kunstgeschichte an den Universitäten Kiel (1912–1920) und Göttingen (ab 1920).

## Leben
Georg Graf Vitzthum stammt aus dem thüringischen Adelsgeschlecht Vitzthum von Eckstädt. Sein Vater, Ernst Bernhard Graf Vitzthum von Eckstädt, siedelte 1879 von Oschatz, wo er vor seinem Abschied vom Militär Oberst des Oschatzer Ulanenregiments gewesen war, nach Oberlößnitz in das Haus Rudell um, wo Georg 1880 geboren wurde. Seine Mutter war die verwitwete Gräfin Helene von Wallwitz, geborene Edle von der Planitz, Obersthofmeisterin der sächsischen Kronprinzessin Carola.
Vitzthum von Eckstädt studierte Kunstgeschichte an den Universitäten München, Berlin und Leipzig, wo er 1903 mit einer Arbeit über Bernardo Daddi (tätig um 1320 bis 1348) promovierte. Anschließend war er als Volontär an den Königlichen Museen in Berlin tätig, wo er durch den Generaldirektor Wilhelm von Bode maßgeblich gefördert wurde. In Leipzig habilitierte er 1907 mit der Schrift Die rheinische Malerei zu Anfang des 14. Jahrhunderts auf ihre Quellen untersucht und wurde im gleichen Jahr Privatdozent an der Universität Leipzig.
1912 übernahm er – als Nachfolger von Carl Neumann – das Ordinariat für Kunstgeschichte an der Christian-Albrechts-Universität zu Kiel. Zugleich wurde Vitzthum zum Vorsitzenden des Schleswig-Holsteinischen Kunstvereins gewählt. 1920 erhielt er eine Professur an der Georg-August-Universität Göttingen, die er bis zu seiner vorzeitigen Emeritierung 1940 ausübte. Georg Graf Vitzthum von Eckstädt hielt bemerkenswerte Vorlesungen über mittelalterliche Kunst, aber auch über Renaissancemalerei, Barockarchitektur, holländische Malerei des 17. Jahrhunderts, Rubens und die Malerei der Romantik. Er nahm als Oberleutnant der Reserve und Adjutant des Königlich-Sächsischen Reserve-Jäger-Bataillon 13 am Ersten Weltkrieg teil und konnte sich während der Schlacht an der Somme auszeichnen. Er wurde deshalb für seine Verdienste am 28. August 1916 mit dem Ritterkreuz des Militär-St.-Heinrichs-Ordens ausgezeichnet. Jedoch litt er seit seiner Teilnahme im Ersten Weltkrieg an einem Nervenleiden, das ihn zunehmend an seiner Forschungsarbeit behinderte.
Von 1921 bis 1941 war er ordentliches Mitglied der Göttinger Akademie der Wissenschaften. 1929 erhielt er von der Universität Leipzig die Ehrendoktorwürde.
Zu seinen Schülern zählen unter anderem Hans Gerhard Evers, Klaus Berger, Herbert von Einem und Erwin Kluckhohn.

## Werke (Auswahl)
- Georg Graf Vitzthum von Eckstädt: Bernardo Daddi. Phil. Diss. Leipzig 1903.
- Georg Graf Vitzthum von Eckstädt: Die Pariser Miniaturmalerei von der Zeit des hl. Ludwig bis zu Philipp von Valois. 1907.
- Georg Graf Vitzthum: Georg Dehio. Weidmann, Berlin 1932.
- Georg Graf Vitzthum: Albrecht Dürer. L. Hofer, Göttingen 1928.
- Georg Graf Vitzthum: Der Hochaltar der Jakobikirche in Göttingen. Vandenhoeck & Ruprecht, Göttingen 1927.
- Georg Graf Vitzthum: Christliche Kunst im Bilde. Quelle & Meyer, Leipzig 1925, 2. Aufl. 11.–20. Tsd.
- Georg Graf Vitzthum, Wolfgang Fritz Volbach: Malerei und Plastik des Mittelalters. Teil 1: Die Malerei und Plastik des Mittelalters in Italien. 1925.